# What Have You Done for Me Lately
What Have You Done for Me Lately è un brano della cantautrice statunitense Janet Jackson, pubblicato nel 1986 come primo singolo del suo terzo album, Control.

## Descrizione
La canzone era stata inizialmente composta per essere inserita in un disco di Jimmy Jam e Terry Lewis ma il testo fu infine riscritto e inciso dalla Jackson. Il tema è quello delle aspettative frustrate di una donna nei confronti di suo marito (riferimento al divorzio della Jackson da James DeBarge nel gennaio 1985).
Fu accolto favorevolmente dalla critica musicale, per il passaggio della cantante da un'immagine di “bambina del pop” a quello di una donna più adulta e indipendente.
Questo singolo fu il primo vero successo discografico della carriera di Janet Jackson, che aveva alle spalle due album in studio che non avevano trovato il consenso del pubblico. Entrò per la prima volta tra le prime dieci posizioni della classifica di Billboard ed ebbe fortuna anche internazionalmente.
La popstar inserì poi questa traccia nella scaletta di tutti i suoi tour di concerti a venire.

## Video musicale
Girato nel dicembre del 1985, è ambientato in un bar, dove Janet parla con alcuni amici dei problemi sentimentali con il suo ragazzo, che secondo lei non fa niente per farla sentire importante. Vi compare anche Paula Abdul, che ne è anche la coreografa.
Il video vinse un Soul Train Music Award.

## Classifiche
| Posizione | 95 | 75 | 60 | 49 | 38 | 29 | 21 | 14 | 12 | 8 | 6 | 5 | 4 | 6 | 10 | 19 | 30 | 40 | 55 | 68 | 99 |

| Classifica (1986)              | Posizione |
| ------------------------------ | --------- |
| Billboard (USA)                | 4         |
| Musica dance (USA)             | 2         |
| Rhythm and blues/hip hop (USA) | 1         |
| Canada                         | 6         |
| Giappone                       | 1         |
| Australia                      | 6         |
| Nuova Zelanda                  | 27        |
| Regno Unito                    | 3         |
| Irlanda                        | 10        |
| Paesi Bassi                    | 3         |
| Svizzera                       | 9         |
| Germania                       | 8         |